# 佐藤宏志
佐藤 宏志（さとう ひろし、1977年8月11日 - ）は、広島県三原市出身の元プロ野球選手（投手）。左投左打。

## 経歴

### プロ入り前
瀬戸内高等学校から亜細亜大学に進学し同大学硬式野球部に所属。1996年、1年秋に明治神宮大会で初戦先発も敗れる。1997年、2年春の全日本大学野球選手権大会決勝の近畿大学戦では登板せず、4年生エース小池俊児が先発し、近大4年生清水章夫投手に4年井端弘和や3年赤星憲広擁する亜大打線も抑えられ準優勝。1998年、3年春の大学選手権で初戦を完投勝利。同年秋の明治神宮大会準決勝は、前年の大学選手権決勝と同じ相手、宇高伸次投手や二岡智宏らの4年生擁する近畿大を下し、決勝の東北福祉大戦では先発し優勝を果たした。全日本代表選手にも選ばれた。東都大学リーグでは通算50試合登板し、23勝12敗、防御率2.27、206奪三振。最高殊勲選手に1回、最優秀投手に2回、ベストナインに1回選出された。
大学在学中に巨人のキャンプにゲスト参加。当時の長嶋茂雄監督に認められた。そして、1999年度ドラフト会議にて読売ジャイアンツから3位指名を受けて入団。

### 巨人時代
2001年には二軍で10勝を挙げ、2002年に一軍デビューを果たす。
2003年は一軍登板がなかった。
2004年は新監督の堀内恒夫の目に留まり、自己最多の26試合に登板し一軍に定着。プロ初勝利、プロ初セーブを含む3勝1セーブを挙げた。8月1日の阪神タイガース戦でプロ初先発を務め、7回1死まで阪神打線を無失点に抑える好投で、初先発勝利を飾っている。
2005年は開幕から13試合連続無失点を記録。この好投により4月早々に退団したダン・ミセリの後任として抑え投手に指名された。しかし、抑えとして最初の登板となった5月3日の横浜ベイスターズ戦で、1点リードの9回表に先頭打者の種田仁に本塁打を打たれたのを皮切りに、相川亮二、小池正晃にも本塁打を打たれるなど1イニングで3本塁打を喫し逆転される。この試合を境に、自身の不注意による怪我などで精彩を欠き、防御率6.87でシーズンを終えた。
2006年は急性胃腸炎で出遅れるも、交流戦中にワンポイント投手として活躍。防御率2点台をキープする。しかし、オフの10月2日に戦力外通告を受けた。

### 楽天時代
2006年オフに無償トレードで東北楽天ゴールデンイーグルスへ移籍。｢ゼロからの出発｣ということで背番号は0に決定。
2007年の唯一の登板は、9月19日の北海道日本ハムファイターズ田中幸雄の東京ドームでの引退試合だったが、守備陣のミスもあり田中賢介にランニングホームランを許した。
2008年も1試合の登板に終わり、10月1日に再び戦力外通告を受けた。その後12球団合同トライアウトに参加したが、獲得球団はなかった。

### 引退後
2010年に台湾のクラブチーム「台灣中皇工程棒球隊」でプレーしたのち、引退後は静岡県へ居住し、中古車販売業・株式会社ワールドスターエンタープライズに勤務。そのかたわらで少年野球の指導にあたっており、2020年6月27日には古巣の巨人とOBスカウトとしての契約を締結。静岡エリアの有望選手の情報を巨人に提供する役割を担っている。

## 選手としての特徴
勢いのある直球とスライダーが持ち味の左腕投手。サイドスローに似た変則フォームが最大の特徴である。登板時はゴーグルをかけている。視力も良くないが、コンタクトを装着しているので度は入っていない。本人曰く「世界が明るく見える」とのこと。交代後ベンチに戻るとすぐにゴーグルを外すシーンがよく見られる。

## 詳細情報

### 年度別投手成績
| 年 度     | 球 団     | 登 板 | 先 発 | 完 投 | 完 封 | 無 四 球 | 勝 利 | 敗 戦 | セ 丨 ブ | ホ 丨 ル ド | 勝 率 | 打 者 | 投 球 回 | 被 安 打 | 被 本 塁 打 | 与 四 球 | 敬 遠 | 与 死 球 | 奪 三 振 | 暴 投 | ボ 丨 ク | 失 点 | 自 責 点 | 防 御 率 | W H I P |
| --------- | --------- | ----- | ----- | ----- | ----- | -------- | ----- | ----- | -------- | ----------- | ----- | ----- | -------- | -------- | ----------- | -------- | ----- | -------- | -------- | ----- | -------- | ----- | -------- | -------- | ------- |
| 2002      | 巨人      | 1     | 0     | 0     | 0     | 0        | 0     | 0     | 0        | --          | ----  | 5     | 1.0      | 1        | 0           | 1        | 0     | 0        | 1        | 0     | 0        | 0     | 0        | 0.00     | 2.00    |
| 2004      | 巨人      | 26    | 4     | 0     | 0     | 0        | 3     | 1     | 1        | --          | .750  | 266   | 60.2     | 64       | 17          | 20       | 0     | 2        | 48       | 2     | 0        | 44    | 40       | 5.93     | 1.38    |
| 2005      | 巨人      | 20    | 0     | 0     | 0     | 0        | 0     | 1     | 0        | 7           | .000  | 91    | 18.1     | 29       | 4           | 7        | 0     | 0        | 17       | 0     | 0        | 14    | 14       | 6.87     | 1.96    |
| 2006      | 巨人      | 8     | 0     | 0     | 0     | 0        | 0     | 0     | 0        | 0           | ----  | 37    | 9.1      | 7        | 0           | 2        | 0     | 1        | 10       | 1     | 0        | 3     | 3        | 2.89     | 0.96    |
| 2007      | 楽天      | 1     | 0     | 0     | 0     | 0        | 0     | 0     | 0        | 0           | ----  | 7     | 1.1      | 2        | 1           | 0        | 0     | 1        | 1        | 0     | 0        | 1     | 1        | 6.75     | 1.50    |
| 2008      | 楽天      | 1     | 0     | 0     | 0     | 0        | 0     | 0     | 0        | 0           | ----  | 2     | 0.1      | 1        | 0           | 0        | 0     | 0        | 0        | 0     | 0        | 0     | 0        | 0.00     | 3.00    |
| 通算：6年 | 通算：6年 | 57    | 4     | 0     | 0     | 0        | 3     | 2     | 1        | 7           | .600  | 408   | 91.0     | 104      | 22          | 30       | 0     | 4        | 77       | 3     | 0        | 62    | 58       | 5.74     | 1.47    |

### 記録
- 初登板：2002年4月7日、対横浜ベイスターズ3回戦（横浜スタジアム）、8回裏に2番手で救援登板、1回無失点
- 初奪三振：同上、8回裏にマイク・グランから見逃し三振
- 初勝利：2004年6月3日、対中日ドラゴンズ8回戦（東京ドーム）、3回表に2番手で救援登板、3回1/3を無失点
- 初先発・初先発勝利：2004年8月1日、対阪神タイガース21回戦（阪神甲子園球場）、6回1/3を無失点
- 初セーブ：2004年9月11日、対ヤクルトスワローズ25回戦（東京ドーム）、7回表に2番手で救援登板・完了、3回無失点
- 初ホールド：2005年4月3日、対広島東洋カープ3回戦（東京ドーム）、7回表に4番手で救援登板、1回無失点

### 背番号
- 40（2000年 - 2006年）
- 0（2007年 - 2008年）